# Stefflon Don
Stefflon Don (ur. jako Stefanie Allen, 14 grudnia 1991 roku w Birmingham) – brytyjska raperka jamajskiego pochodzenia, aktywna w przemyśle muzycznym od 2014 roku, kiedy pojawiła się gościnnie na piosence Jeremih "London".

## Wczesne lata
Stefflon Don urodziła się jako Stefanie Allen w Birmingham. Jej rodzice pochodzą z Jamajki, więc artystka jest mocno związana z tym krajem. Stefflon ma szóstkę rodzeństwa. Mając cztery lata, przeprowadziła się do Rotterdam w Holandii, ale już w wieku czternastu lat powróciła do Anglii, by rozpocząć naukę w szkole w Londynie.
Po ukończeniu szkół pracowała między innymi jako dekoratorka ciast i fryzjerka, by w końcu zająć się karierą muzyczną.

## Kariera
Stefflon Don po raz pierwszy pojawiła się w utworze "London" amerykańskiego rapera Jeremiha. Przez kolejne dwa lata wiele razy użyczała wokalu na utworach innych artystów, by w grudniu 2016 roku wydać własny niezależny mixtape pt. Real Ting. Znajdują się na nim takie single, jak "16 Shots", do którego teledysk nakręcono na Jamajce, "Envy Us" z gościnnym udziałem Abry Cadabry, oraz utwór tytułowy. Ostatni singiel Jaxa Jonesa "Instruction" również został stworzony z pomocą Stefflon.

## Styl i inspiracje
Stefflon Don jest uważana za brytyjską Nicki Minaj. Inspiracją dla artystki były m.in. takie zespoły R&B, jak Destiny’s Child. Jej ikoną stylu i ulubioną piosenkarką jest Amy Winehouse. Według niej obecnie najlepszymi raperami są Kendrick Lamar, Drake i Chipmunk.
W swoim rapie Stefflon używa jamajskiego slangu. W jej stylu można usłyszeć akcent cockney. Raperka aktualnie mieszka w Londynie.